# Hubert Laws
Hubert Laws (født 10 november 1939 i Houston, Texas, USA) er en amerikansk fløjtenist. 
Laws blev uddannet på Julliard Scholl of Music under Julius Baker fra New York Philharmonic Orchestra. Samtidig spillede og indspillede han latinmusik med congaspilleren Mongo Santamaria, og jazz og pop med bl.a. Herbie Hancock, Chick Corea, Ron Carter, McCoy Tyner, Sarah Vaughan, Quincy Jones, Stevie Wonder, Bob James etc. 
Laws har indspillet en lang række plader i eget navn såsom The Laws of Jazz og Morning Star.
Til Spirituals in Concert spillede han med sopranen Kathleen Battle.
Han er regnet for en af jazzfløjtens ledende skikkelser, og er stadig aktiv på musikscenen.

## Udvalgt Diskografi
- The Laws of Jazz
- Flute by Laws
- Crying song
- Afro-Classic
- The Rite of Spring
- Wild Flower
- Morning Star
- In the Beginning
- The San Francisco Concert
- Romeo and Juliet
- Family
- Storm then the Calm
- Baila Cinderella
- Moondance